# 元首第30号指令
第30号元首令（德語：Weisung Nr. 30）是納粹德國元首阿道夫·希特勒在第二次世界大战期间颁布的一道命令。該命令旨在要求德国支持正在抗击英国的阿拉伯民族主义势力。